# William Vincent Ltd.
William Vincent Ltd. (auch: Vincents of Reading oder Vincent’s of Reading) war ein britischer Stellmacher, der anfänglich Kutschen und im 20. Jahrhundert Aufbauten für Nutzfahrzeuge und für Oberklasseautomobile fertigte. Die Kunden des Unternehmens waren überwiegend Angehörige des Landadels im südlichen England.

## Unternehmensgeschichte

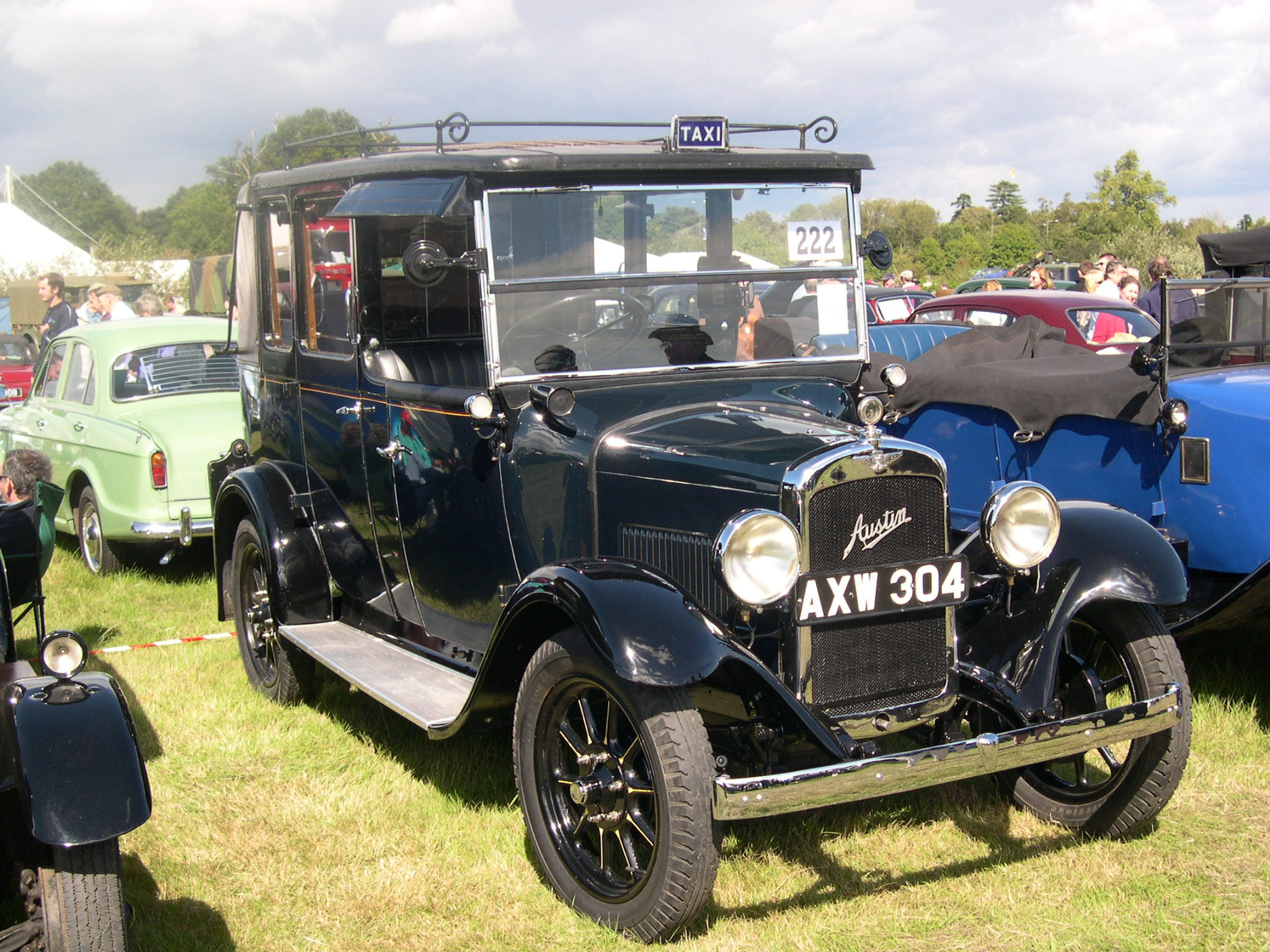
Austin 12 Taxi mit Karosserie von Vincent’s of Reading

Das in Reading (Grafschaft Berkshire) ansässige Unternehmen wurde 1805 gegründet. Vincent produzierte im 19. Jahrhundert Pferdekutschen, aber auch Zubehör für die Landwirtschaft. Zu Vincents erfolgreichsten Produkten gehörten seit der Jahrhundertwende Pferdetransporter mit serienmäßigen LKW-Chassis.
Für die wohlhabende Klientel außerhalb der britischen Hauptstadt bot das Unternehmen frühzeitig auch Automobilkarosserien an. Der erste Aufbau entstand 1899, sieben Jahre später kleidete Vincent den ersten Rolls-Royce ein. Die Klientel und die Stellung des Unternehmens wird in der Literatur wie folgt beschrieben:

The clientele was provincial upper class and minor aristocracy who wanted a landaulet, Limousine or Saloon that reflected their Station in life, and this is what Vincent gave them.

„Die Kundschaft war die Oberschicht aus der Provinz und der niedere Adel. Sie wollten ein Landaulet, eine Limousine oder einen geschlossenen Wagen, der ihre Stellung im Leben widerspiegeln sollte, und das ist es, was Vincent ihnen gab.“

Stilistisch unterschieden sich die Vincent-Aufbauten von den Karosserien Londoner Hersteller. Vincent verwendete auch bei der Außenverkleidung vielfach Holz. Die Gestaltung zitierte dabei die seitlichen Holzverkleidungen von Vincents Pferdetransportern. Die Innenräume der Automobile waren vielfach verschwenderisch ausgestattet. Zu den Spezialitäten des Unternehmens gehörten Intarsienarbeiten im Fahrgastraum.
In den frühen 1930er-Jahren ließ das Interesse an solchen Aufbauten nach. Vincent veränderte seine Ausrichtung nicht und entschied sich gegen eine Anpassung des Stils oder eine Expansion in den Bereich der Großserienfertigung. Stattdessen fertigte das Unternehmen in den letzten Jahren vor Ausbruch des Zweiten Weltkriegs zunehmend Nutzfahrzeugaufbauten und Pferdetransporter. Auch nach Kriegsende bot Vincent noch Automobilkarosserien an, die Nachfrage ging jedoch stark zurück. Mitte der 1950er-Jahre wurde der Karosseriebau aufgegeben.